# فولوداركا
فولوداركا (Володарка) هي مدينة في مقاطعة كيييفسكا في أوكرانيا.